# Digga D
Digga D (* 29. Juni 2000 in London als Rhys Herbert) ist ein englischer Drill-Rapper. In der zweiten Hälfte der 2010er Jahre machte er als Teil der 1011-Crew auf sich aufmerksam. Nach Verbüßung mehrerer Haftstrafen startete er 2019 eine erfolgreiche Solokarriere.

## Biografie
Rhys Herbert wuchs im Viertel Ladbroke Grove im Westen Londons auf. Er war Teil der Rapcrew 1011, benannt nach den Postleitzahlen W10 und W11 des Bezirks. Mit Veröffentlichungen wie Play for the Pagans und No Hook machten sie ab 2016 auf sich aufmerksam. Herausragend war ein Freestyle-Auftritt bei Next Up, der viele Millionen Mal im Internet abgerufen wurde. Konflikte mit dem Gesetz führten ab 2017 dazu, dass einerseits viele Videos wieder aus dem Netz verschwanden, dass aber andererseits seine Bekanntheit zunahm.
Es folgten weitere Aufnahmen mit der Crew, die sich mittlerweile in CGM umbenannt hatte, und Soloveröffentlichungen als DoubleTap und als Digga D, aber auch mehrere Haftstrafen, die er bis 2019 abzusitzen hatte. 
Nach seiner Entlassung veröffentlichte er im April 2019 den Song No Diet, mit dem er schließlich den Durchbruch schaffte und Platz 20 in den UK-Charts erreichte. Er wurde noch im selben Jahr mit Silber und später mit Gold ausgezeichnet. Mit dem Mixtape Double Tap Diaries kam er kurz darauf auf Platz 11 der Albumcharts, zwei weitere Singlehits folgten, darunter Mr Sheeen zusammen mit Russ Millions. Mit Woi und Chingy folgten 2020 zwei weitere Hits mit Silberstatus.
2021 begann er mit einer weiteren Kollaboration mit AJ Tracey bei Bringing It Back, die ihm seine erste Top-5-Platzierung brachte. Sie kündigte sein nächstes Mixtape Made in the Pyrex mit weiteren Kollaborationen an, das anschließend auf Platz 3 einstieg. 5 weitere Songs brachte er in diesem Jahr noch in die Top 40, darunter den Nummer-6-Hit Wasted mit Arrdee.

## Diskografie

### Mixtapes
| Jahr | Titel              | Höchstplatzierung, Gesamtwochen, AuszeichnungChartsChartplatzierungen (Jahr, Titel, Platzierungen, Wochen, Auszeichnungen, Anmerkungen) | Anmerkungen                            |
| Jahr | Titel              | UK | Anmerkungen                            |
| ---- | ------------------ | --- | -------------------------------------- |
| 2019 | Double Tap Diaries | UK11 (4 Wo.)UK | Erstveröffentlichung: 17. Mai 2019     |
| 2021 | Made in the Pyrex  | UK3 Gold · (13 Wo.)UK | Erstveröffentlichung: 26. Februar 2021 |
| 2022 | Noughty by Nature  | UK1 Silber · (10 Wo.)UK | Erstveröffentlichung: 15. April 2022   |
| 2023 | Back to Square One | UK6 (2 Wo.)UK | Erstveröffentlichung: 25. August 2023  |

### Singles
| Jahr | Titel Album                                                 | Höchstplatzierung, Gesamtwochen, AuszeichnungChartsChartplatzierungen (Jahr, Titel, Album, Platzierungen, Wochen, Auszeichnungen, Anmerkungen) | Anmerkungen                                                                     |
| Jahr | Titel Album                                                 | UK | Anmerkungen                                                                     |
| ---- | ----------------------------------------------------------- | --- | ------------------------------------------------------------------------------- |
| 2019 | No Diet Double Tap Diaries                                  | UK20 Gold · (9 Wo.)UK | Erstveröffentlichung: 18. April 2019                                            |
| 2019 | P4DP Double Tap Diaries                                     | UK54 (1 Wo.)UK | Erstveröffentlichung: 16. Mai 2019                                              |
| 2019 | Mr Sheeen –                                                 | UK28 (5 Wo.)UK | Erstveröffentlichung: 20. Juni 2019 mit Russ Splash                             |
| 2020 | Woi Made in the Pyrex                                       | UK24 Gold · (12 Wo.)UK | Erstveröffentlichung: 2. Juli 2020                                              |
| 2020 | Chingy (It’s Whatever) Made in the Pyrex                    | UK18 Silber · (9 Wo.)UK | Erstveröffentlichung: 15. Oktober 2020                                          |
| 2020 | Daily Duppy – Pt 1 –                                        | UK59 Silber · (2 Wo.)UK | Erstveröffentlichung: 4. Dezember 2020                                          |
| 2020 | Be the One Ground Control                                   | UK49 Silber · (12 Wo.)UK | Erstveröffentlichung: 10. Dezember 2020 Rudimental feat. Morgan, Digga D & Tike |
| 2021 | Bringing It Back Made in the Pyrex                          | UK5 Silber · (9 Wo.)UK | Erstveröffentlichung: 4. Februar 2021 mit AJ Tracey                             |
| 2021 | Toxic Made in the Pyrex                                     | UK35 Silber · (7 Wo.)UK | Erstveröffentlichung: 17. Februar 2021                                          |
| 2021 | Bluuwuu Made in the Pyrex                                   | UK23 (4 Wo.)UK | Erstveröffentlichung: 25. Februar 2021                                          |
| 2021 | Wasted Noughty by Nature (Extended Edition)                 | UK6 Platin · (15 Wo.)UK | Erstveröffentlichung: 13. August 2021 feat. Arrdee                              |
| 2021 | 2k17 Noughty by Nature (Extended Edition)                   | UK26 Silber · (9 Wo.)UK | Erstveröffentlichung: 9. September 2021                                         |
| 2021 | Red Light, Green Light Noughty by Nature (Extended Edition) | UK17 (5 Wo.)UK | Erstveröffentlichung: 21. Oktober 2021                                          |
| 2022 | Pump 101 Noughty by Nature                                  | UK9 Gold · (9 Wo.)UK | Erstveröffentlichung: 20. Januar 2022 feat. Still Brickin’                      |
| 2022 | G Lock Noughty by Nature                                    | UK48 (1 Wo.)UK | Erstveröffentlichung: 3. März 2022 feat. Moneybagg Yo                           |
| 2022 | What You Reckon Noughty by Nature                           | UK46 (2 Wo.)UK | Erstveröffentlichung: 31. März 2022 feat. B-Lovee                               |
| 2022 | Hold It Down Noughty by Nature                              | UK35 (4 Wo.)UK | Erstveröffentlichung: 7. April 2022                                             |
| 2022 | Main Road Noughty by Nature                                 | UK72 (1 Wo.)UK | Erstveröffentlichung: 14. April 2022                                            |
| 2022 | STFU –                                                      | UK64 (1 Wo.)UK | Erstveröffentlichung: 7. Juli 2022                                              |
| 2022 | Stay Inside –                                               | UK88 (1 Wo.)UK | Erstveröffentlichung: 13. Oktober 2022                                          |
| 2023 | Energy –                                                    | UK15 Silber · (11 Wo.)UK | Erstveröffentlichung: 9. März 2023                                              |
| 2023 | DTF –                                                       | UK83 (1 Wo.)UK | Erstveröffentlichung: 15. Juni 2023                                             |
| 2023 | Facade –                                                    | UK55 (3 Wo.)UK | Erstveröffentlichung: 10. August 2023 feat. Potter Payper                       |
| 2023 | Hide and Seek –                                             | UK38 (3 Wo.)UK | Erstveröffentlichung: 29. September 2023 mit 163Margs                           |
| 2023 | TLC –                                                       | UK60 (1 Wo.)UK | Erstveröffentlichung: 6. Oktober 2023                                           |
| 2023 | Adolescence –                                               | UK90 (1 Wo.)UK | Erstveröffentlichung: 27. Oktober 2023 mit Unknown T                            |

Weitere Singles
- 2019: Who (mit Sav’o, UK: Silber)
- 2022: Frenches (feat. Timal)